# Humà de Mungo
L'Humà de Mungo és el nom que es dona a un grup de fòssils d'humans moderns descoberts entre el 1969 i el 1974 a Austràlia, on es creu que van viure a principis del Paleolític superior, fa uns 40.000 anys. Es van trobar a la vora del llac Mungo, al sud de Nova Gal·les del Sud, a l'àrea de conservació dels llacs de Willandra, a uns 500 quilòmetres terra endins. S'han desenterrat eines de pedra i ossos d'uombats de la mida d'un búfal i cangurs gegants a prop dels fòssils.
El conjunt comprén tres fòssils humans numerats per ordre de descobriment. Llac Mungo 1, també anomenat Dona de Mungo, experimentà la incineració més antiga coneguda fins ara. Llac Mungo 3, també conegut com a Home de Mungo, és el fòssil humà més antic descobert a Austràlia fins ara. A començament dels anys 2000, la seua edat fou discutida, i l'anàlisi del genoma mitocondrial el 2001 va alimentar una controvèrsia durant una dècada sobre l'origen dels humans moderns.

## Llac Mungo 1 (LM1, la dona de Mungo)
El fòssil LM1, el va descobrir el 1969 Jim Bowler i el va estudiar amb Alan Thorne, tots dos estudiants de doctorat de la Universitat Nacional Australiana.
L'estat de conservació dels ossos suggereix que després de la mort, el cos de la dona de Mungo fou incinerat; després se li van trencar els ossos i potser s'incinerà una segona vegada abans de ser soterrat amb les cendres.
Una datació per carboni 14 li va donar una edat d'entre 24.700 i 19.030 anys. Una mostra de carbó vegetal trobada en una llar de foc, a 15 cm per damunt de la tomba —potser la que es va emprar per a la cremació— s'ha datat del 26250 abans de la nostra era. És la cremació més antiga coneguda fins ara, que implica ritus funeraris complexos en les societats humanes d'aquest període.

## Llac Mungo 3 (LM3, Home de Mungo)

### Descobriment i edat
El fòssil LM3 també el va descobrir Jim Bowler el 1974, a 500 metres a l'est de LM1. Una comparació estratigràfica amb les restes ja datades de LM1 en va permetre una primera datació d'entre 32000 i 28000 abans de la nostra era.
La datació posterior per Ressonància paramagnètica electrònica el 1987 i la termoluminescència el 1999 confirmaren aquests resultats, però Alan Thorne, un dels primers a estudiar el jaciment amb Jim Bowler, va avançar, basant-se en la comparació entre la datació de l'esmalt de les dents de LM3 i el sòl circumdant per ressonància, urani-tori i luminescència òptica, una edat significativament més antiga de 62.000 ± 6.000 anys. Aquests resultats foren molt criticats per motius metodològics, i una sèrie de 25 noves datacions amb luminescència òptica van concloure una edat màxima de 50.000 anys.
El 2003, Jim Bowler va dirigir un equip format per algunes universitats australianes, l'Agència de Gestió Mediambiental de Nova Gal·les del Sud, la CSIRO i grups aborígens, i hi va afegir quatre mètodes de datació diferents. Van establir una datació d'uns 40.000 anys per a LM3, i també per a LM1.
Aquests resultats encara hui són àmpliament acceptats i converteixen LM3 en el fòssil humà més antic australià i LM1 en la cremació més antiga coneguda del món.

### Morfologia i disposició
Segons els signes d'artritis de la regió lumbar, eburnació i desgast significatiu de les dents, LM3 tenia uns cinquanta anys quan va morir, una edat molt avançada per a un humà d'aquella època. La longitud de les costelles suggereix una alçada d'uns 170 cm, significativament més alta que la mitjana de l'humà aborigen contemporani.
L'esquelet estava estirat de costat, amb els genolls flexionats i les mans juntes davant de l'engonal. Havia estat cobert amb ocre roig, que constitueix la presència més antiga coneguda d'aquesta pràctica, testimoniada a Euràsia més tard.

## Controvèrsia sobre l'origen de l'humà modern
Segons la teoria científica predominant sobre l'aparició dels humans moderns, anomenada l'origen africà dels humans moderns, els no africans actuals, independentment de la seua ubicació al planeta, descendeixen d'un petit grup d'humans que abandonaren Àfrica fa entre 100.000 i 70.000 anys. Açò és el resultat de comparances a gran escala dels genomes humans contemporanis i implica que Austràlia, com la resta d'Euràsia, fou assolida tard per l'Homo sapiens.
El 2001, es publicà el genoma mitocondrial (ADNmt) de l'esquelet LM3 i es comparà amb altres seqüències. Les diferències amb l'ADN humà modern de referència de Cambridge, i amb el dels aborígens australians actuals, eren més grans del que s'esperava. Combinats amb l'alta estimació de l'edat dels esquelets que Alan Thorne recolzava al mateix temps, aquests resultats semblaven contradir la teoria de l'origen africà dels humans moderns i permetien la promoció de la teoria oposada de la hipòtesi multiregional.
La controvèrsia va ser intensa durant uns anys. El 2016, un altre equip va prendre més mostres d'ADN de LM3, però es va descobrir que estaven contaminades amb ADNmt europeu modern, cosa que posa en dubte la validesa de la mostra del 2001. La seqüència utilitzada el 2001 fou reexaminada pel nou equip i es trobà que era propera a l'ADN dels aborígens actuals.
Es va estimar que l'ADN més antic trobat a Austràlia, a la zona dels llacs de Willandra, en l'esquelet WLH4, no era anterior al 3000 abans de la nostra era, i pertany a l'haplogrup S2, específic dels aborígens australians.

## La qüestió de la propietat moral dels fòssils
El descobriment dels esquelets de Mungo fou contemporani de l'auge de les reivindicacions aborígens a Austràlia i es va utilitzar immediatament per destacar l'antiguitat de la seua cultura, sobretot perquè l'ús d'ocre per enterrar els morts encara es practica allà. Tanmateix, el 1974, l'arribada dels primers aborígens a Austràlia des d'Àsia es va estimar en només 20000 abans de la nostra era. El descobriment de LM3, per tant, implicava una ocupació molt més antiga. Algunes restes arqueològiques trobades des de llavors daten de 60000 abans de la nostra era.
El 1992, l'any en què la sentència Mabo anul·là el principi colonial de terra nullius i va retornar els pobles aborígens a les seues terres, les restes de la dona de Mungo foren repatriades al llac Mungo, a una sala amb aire condicionat accessible tant als membres de les comunitats aborígens autòctones com als investigadors.
La repatriació dels ossos de l'home de Mungo va tardar molt més de temps. La Universitat Nacional Australiana, que tenia l'esquelet, el lliurà al principi al Museu Nacional d'Austràlia el 2015, amb una disculpa per no haver demanat permís als aborígens el 1974, i després el va retornar a les comunitats del llac Mungo el novembre del 2017, a un lloc secret, a l'espera de la creació d'un centre degudament equipat per al qual encara no s'havia assegurat el finançament.